# Donald Johnson
Pour les articles homonymes, voir Johnson.
James Donald « Don » Johnson, né le 9 septembre 1968 à Bethlehem en Pennsylvanie, est un ancien joueur de tennis américain qui a atteint le classement de no 1 mondial en double en 2002.
Au cours de sa carrière, il a remporté, en partenariat avec Jared Palmer, le double messieurs du tournoi de Wimbledon en 2001, et le double mixte de Wimbledon en 2000 avec Kimberly Po. Il a également remporté le double messieurs au Masters en 2000 avec Piet Norval. Il a remporté au total 23 titres en double.

## Palmarès

### En double messieurs
| 23 titres en double | 1 G. Chelem | 1 G. Chelem | 1 G. Chelem | 1 G. Chelem | 1 Masters | 1 Masters | 1 Masters   | 1 Masters   | 2 Masters 1000 | 2 Masters 1000 | 2 Masters 1000 | 2 Masters 1000 | 3 ATP 500           | 3 ATP 500           | 3 ATP 500           | 3 ATP 500           | 16 ATP 250          | 16 ATP 250          | 16 ATP 250     | 16 ATP 250     | 0 JO           | 0 JO           | 0 JO           | 0 JO           |
| 23 titres en double | 6 sur dur   | 6 sur dur   | 6 sur dur   | 6 sur dur   | 6 sur dur | 6 sur dur | 3 sur gazon | 3 sur gazon | 3 sur gazon    | 3 sur gazon    | 3 sur gazon    | 3 sur gazon    | 13 sur terre battue | 13 sur terre battue | 13 sur terre battue | 13 sur terre battue | 13 sur terre battue | 13 sur terre battue | 1 sur moquette | 1 sur moquette | 1 sur moquette | 1 sur moquette | 1 sur moquette | 1 sur moquette |

## Parcours dans les tournois duGrand Chelem

### En simple
| Année | Open d'Australie | Open d'Australie | Internationaux de France | Internationaux de France | Wimbledon | Wimbledon | US Open | US Open |
| ----- | ---------------- | ---------------- | ------------------------ | ------------------------ | --------- | --------- | ------- | ------- |
| 1995  | —                | —                | 2e tour (1/32)           | C. Ruud                  | —         | —         | —       | —       |

N.B. : à droite du résultat se trouve le nom de l'ultime adversaire.

### En double
| Année | Open d'Australie           | Open d'Australie           | Internationaux de France     | Internationaux de France   | Wimbledon                  | Wimbledon                 | US Open                      | US Open                   |
| ----- | -------------------------- | -------------------------- | ---------------------------- | -------------------------- | -------------------------- | ------------------------- | ---------------------------- | ------------------------- |
| 1993  | —                          | —                          | —                            | —                          | —                          | —                         | 1/8 de finale D. Eisenman    | M. Damm K. Nováček        |
| 1994  | 2e tour (1/16) J. Sullivan | P. Kilderry M. Tebbutt     | 1er tour (1/32) K. Kinnear   | M. Damm K. Nováček         | 1er tour (1/32) S. DeVries | T. Henman M. Petchey      | 2e tour (1/16) K. Thorne     | N. Kulti M. Larsson       |
| 1995  | 1/8 de finale K. Thorne    | M. Ondruska G. Stafford    | 1/8 de finale K. Thorne      | J. Hlasek D. Wheaton       | 1er tour (1/32) K. Thorne  | O. Delaitre D. Prinosil   | 2e tour (1/16) K. Thorne     | K. Flach K. Jones         |
| 1996  | 1er tour (1/32) K. Thorne  | C. Brandi M. Ondruska      | 1/4 de finale F. Montana     | I. Kafelnikov D. Vacek     | 1er tour (1/32) F. Montana | R. Matheson T. Spinks     | 1er tour (1/32) F. Montana   | J.-P. Fleurian G. Raoux   |
| 1997  | 1/8 de finale F. Montana   | T. Woodbridge M. Woodforde | 1er tour (1/32) F. Montana   | S. Groen J. Siemerink      | 1/4 de finale F. Montana   | W. Black J. Grabb         | 1/8 de finale F. Montana     | I. Kafelnikov D. Vacek    |
| 1998  | 1/8 de finale F. Montana   | J. Gimelstob B. MacPhie    | 1/4 de finale F. Montana     | J. Eltingh P. Haarhuis     | 1/8 de finale F. Montana   | W. Black S. Lareau        | 1er tour (1/32) F. Montana   | L. Arnold Ker D. Roditi   |
| 1999  | 1er tour (1/32) F. Montana | G. Doyle B. Ellwood        | 1er tour (1/32) C. Suk       | M. Hood S. Prieto          | 2e tour (1/16) J. Grabb    | P. Galbraith J. Gimelstob | 1/8 de finale C. Suk         | W. Black S. Stolle        |
| 2000  | —                          | —                          | 2e tour (1/16) L. Arnold Ker | T. Woodbridge M. Woodforde | 2e tour (1/16) P. Norval   | J. Oncins C. Suk          | 1er tour (1/32) P. Norval    | F. Bergh P. Nyborg        |
| 2001  | 1er tour (1/32) P. Norval  | F. Čermák O. Fukárek       | 1er tour (1/32) J. Palmer    | N. Lapentti S. Schalken    | Victoire J. Palmer         | J. Novák D. Rikl          | Finale J. Palmer             | W. Black K. Ullyett       |
| 2002  | 1/2 finale J. Palmer       | M. Knowles D. Nestor       | 2e tour (1/16) J. Palmer     | L. Arnold Ker G. Etlis     | 1/2 finale J. Palmer       | J. Björkman T. Woodbridge | 1/4 de finale J. Palmer      | J. Novák R. Štěpánek      |
| 2003  | 1/4 de finale J. Palmer    | J. Coetzee C. Haggard      | 2e tour (1/16) N. Zimonjić   | A. Clément N. Escudé       | 1/8 de finale N. Zimonjić  | B. Bryan M. Bryan         | 1/8 de finale C. Haggard     | B. Bryan M. Bryan         |
| 2004  | —                          | —                          | —                            | —                          | —                          | —                         | 1er tour (1/32) S. Humphries | J. Björkman T. Woodbridge |

N.B. : le nom du ou de la partenaire se trouve sous le résultat ; le nom des ultimes adversaires se trouve à droite.

### En double mixte
| Année | Open d'Australie          | Open d'Australie               | Internationaux de France  | Internationaux de France   | Wimbledon                  | Wimbledon                    | US Open                     | US Open                      |
| ----- | ------------------------- | ------------------------------ | ------------------------- | -------------------------- | -------------------------- | ---------------------------- | --------------------------- | ---------------------------- |
| 1999  | 1/4 de finale Kimberly Po | Debbie Graham Ellis Ferreira   | —                         | —                          | 1/8 de finale Alicia Molik | L. Savchenko Rick Leach      | Finale Kimberly Po          | Ai Sugiyama M. Bhupathi      |
| 2000  | 1/8 de finale Kimberly Po | Natasha Zvereva Mark Woodforde | 1/4 de finale Kimberly Po | Ai Sugiyama J.-L. de Jager | Victoire Kimberly Po       | Kim Clijsters Lleyton Hewitt | 1er tour (1/16) Kimberly Po | Martina Hingis J.-M. Gambill |

N.B. : le nom du ou de la partenaire se trouve sous le résultat ; le nom des ultimes adversaires se trouve à droite.

## Participation aux Masters

### En double
| Année | Ville     | Surface         | Partenaire        | Résultats | Résultat final    |
| ----- | --------- | --------------- | ----------------- | --------- | ----------------- |
| 1997  | Hartford  | Moquette indoor | Francisco Montana | 0v, 3d    | Éliminé en poules |
| 1998  | Hartford  | Moquette indoor | Francisco Montana | 2v, 2d    | Demi-finaliste    |
| 2000  | Bangalore | Dur ext.        | Piet Norval       | 4v, 1d    | Vainqueur         |
| 2001  | Bangalore | Dur ext.        | Jared Palmer      | 2v, 2d    | Demi-finaliste    |